# Les Bordes (Yonne)
Les Bordes es una localidad y comuna francesa situada en la región de Borgoña, departamento de Yonne, en el distrito de Sens y cantón de Villeneuve-sur-Yonne.

## Demografía
| 519 | 619 | 564 | 609 | 633 | 638 | 696 | 750 | 692 | 744 | 752 | 751 | 822 | 797 | 787 | 740 | 700 | 690 | 605 | 561 | 477 | 452 | 445 | 444 | 430 | 396 | 348 | 342 | 302 | 411 | 426 | 430 | 486 |
| Para los censos de 1962 a 1999 la población legal corresponde a la población sin duplicidades (Fuente: INSEE [Consultar]) |     |     |     |     |     |     |     |     |     |     |     |     |     |     |     |     |     |     |     |     |     |     |     |     |     |     |     |     |     |     |     |     |